# Yeşiltepe, Kulu
Yeşiltepe là một xã thuộc huyện Kulu, tỉnh Konya, Thổ Nhĩ Kỳ. Dân số thời điểm năm 2011 là 251 người.